# Ischnoptera paramacca
Ischnoptera paramacca är en kackerlacksart som beskrevs av Morgan Hebard 1926. Ischnoptera paramacca ingår i släktet Ischnoptera och familjen småkackerlackor. Inga underarter finns listade i Catalogue of Life.